# フランク・チャップマン (鳥類学者)

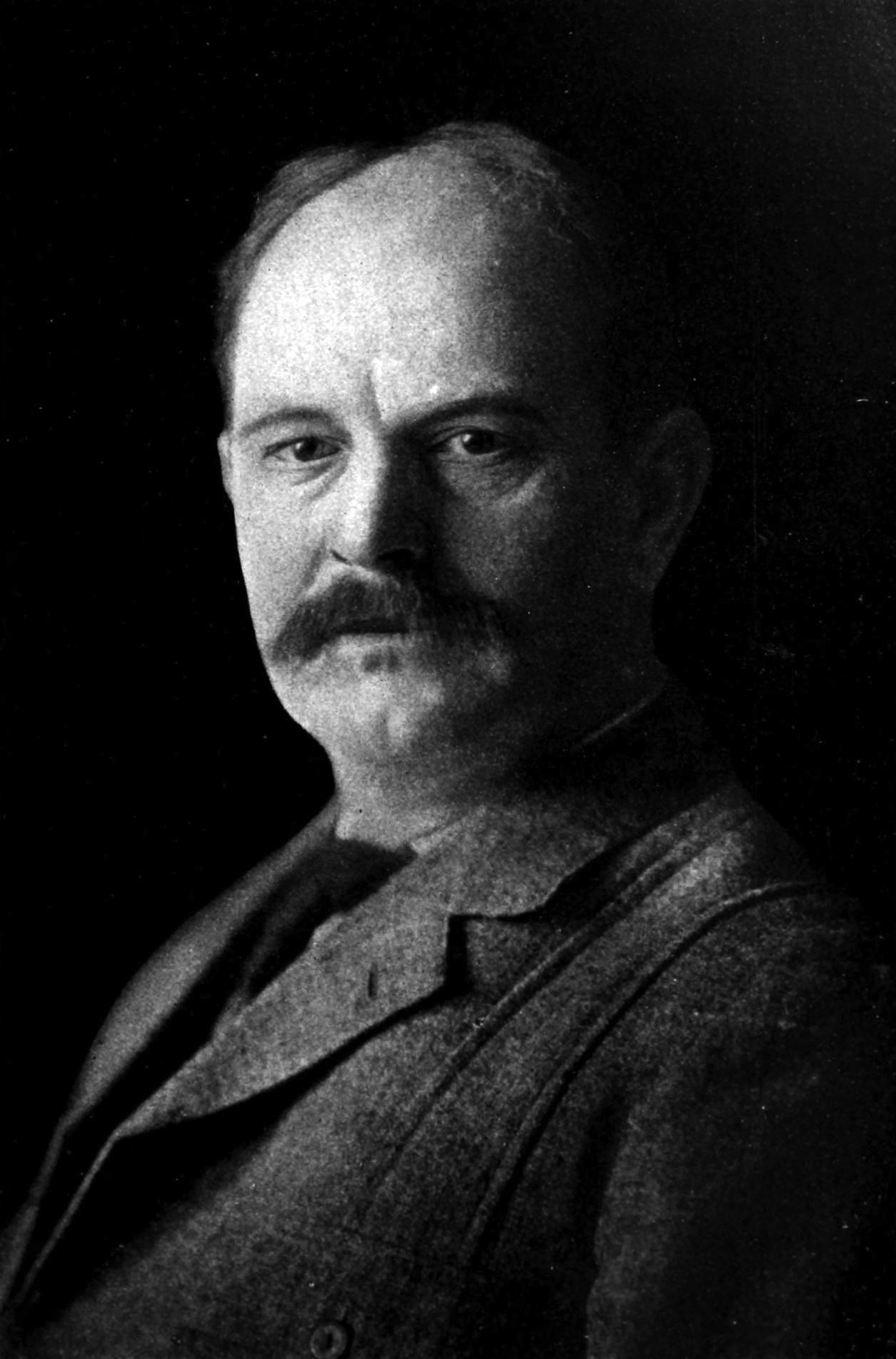
フランク・マイクラ・チャップマン

フランク・マイクラー・チャップマン（英語: Frank Michler Chapman, 1864年6月12日 - 1945年11月15日）はアメリカ合衆国の鳥類学者、著述家、銀行家である。鳥類の保護活動に貢献した。

## 略歴
ニュージャージー州バーゲン郡のティーネック(Teaneck)に生まれた。父親はニューヨークの法律家、銀行のコンサルタントである。Englewood Academyで学んだ後、1880年に16歳で父親の顧客の銀行（American Exchange National Bank）で働き始めた。銀行で働きながら、鳥類愛好家のディクソン(Frederick J. Dixon)やリカー(Clarence B. Riker)と付き合い、1884年に鳥の渡りの調査に参加した。アメリカ鳥学会の創立メンバーでアメリカ農務省で働く鳥類学者の、フィッシャー(Albert Kenrick Fisher)に協力し、捕獲した103種の鳥をフィッシャーに提供した。1886年まで銀行で働いた後、鳥類研究に専念し、1888年に、アメリカ自然史博物館の学芸員、ジョエル・アサフ・アレンの助手となった。1887年に博物館が購入した、ローレンス（George Newbold Lawrence)の膨大な中南米の鳥類標本の研究を行った。アレンから鳥類学について多くを学び、1888年に鳥学会の雑誌、Aukに最初の論文を発表した。その後、一般向けの講義を行い、多くの野外調査に参加した。弁護士でニューヨーク動物協会の理事のキャドワルダー(John Lambert Cadwalader)と自然のなかでの鳥の生態を人々に見せる取り組みを行った。多くの画家を野外に招き、画家の一人、フェルテス(Louis Agassiz Fuertes)とは、アンデスに旅し、チャップマンが記載した鳥類の種にHapalopsittaca fuertesi の名をつけた。
鳥類の保護活動としては、クリスマス・バード・アカウント（クリスマスに鳥を食べるかわりに野鳥の数をカウントするという世界最古の市民参加型の科学調査、全米オーデュボン協会が主催）の提案を行ったことで知られる。
1921年にアメリカ哲学協会、全米科学アカデミーの会員に選ばれ、ニューヨーク・リンネ協会のメダルを受賞した。著書、"Handbook of Birds of Eastern North America" に対して、アメリカ鳥学会のウィリアム・ブリュースター・メダルを受賞した。1913年にブラウン大学から博士号が贈られた。イギリス鳥学会、ドイツ鳥類学会、オランダ獣医師クラブの名誉会員に選ばれ、1911年からアメリカ鳥学会の会長を務めた。多くの鳥類学の著作に対して、全米科学アカデミーの、ダニエル・ジロード・エリオット・メダルを受賞した。
アマツバメ科の鳥類の種、Chaetura chapmani やタイランチョウ科の鳥類の種、Phylloscartes chapmani に献名されている。

## 著書の図版
"The warblers of North America" (1907)の図版

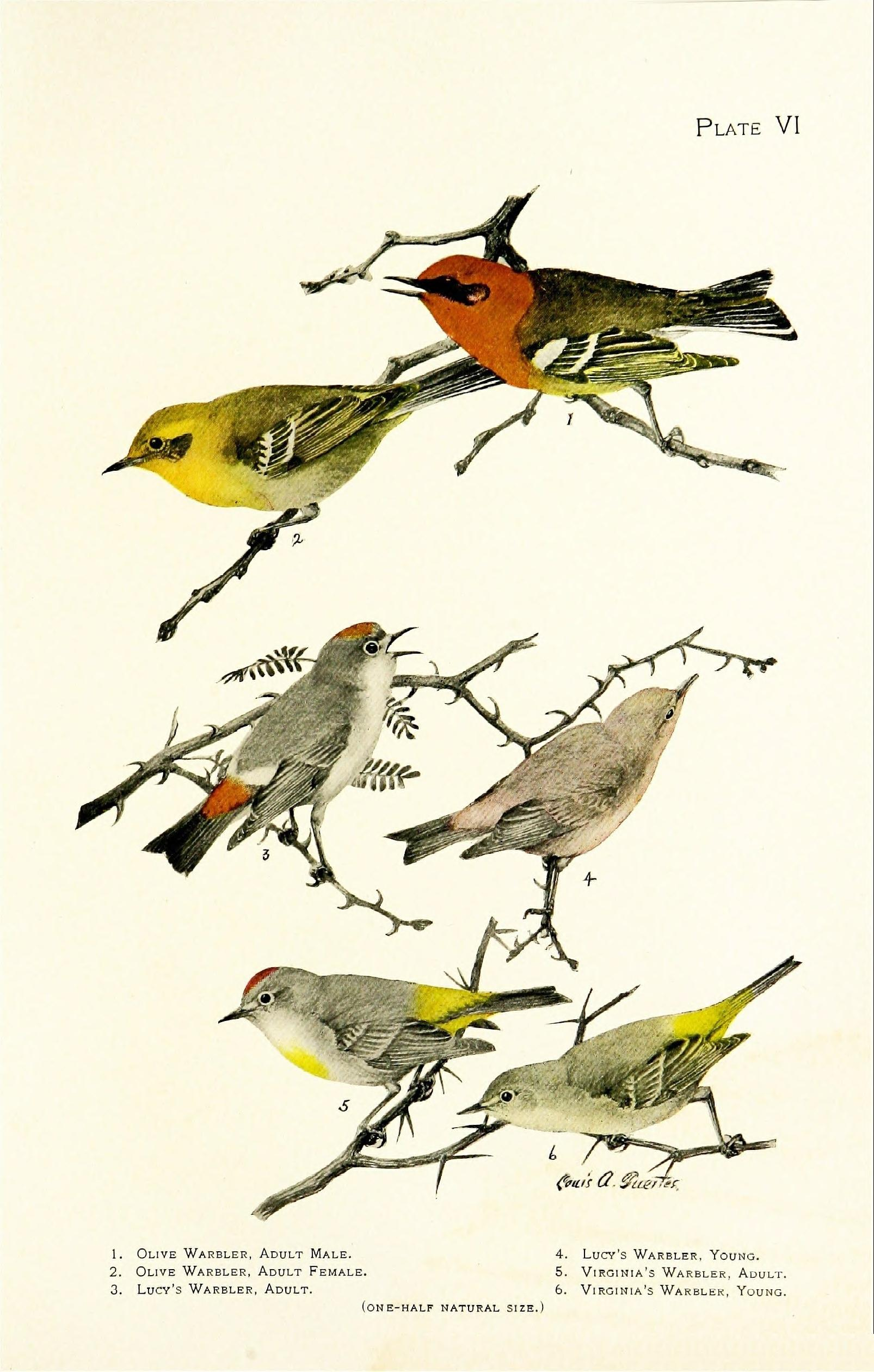
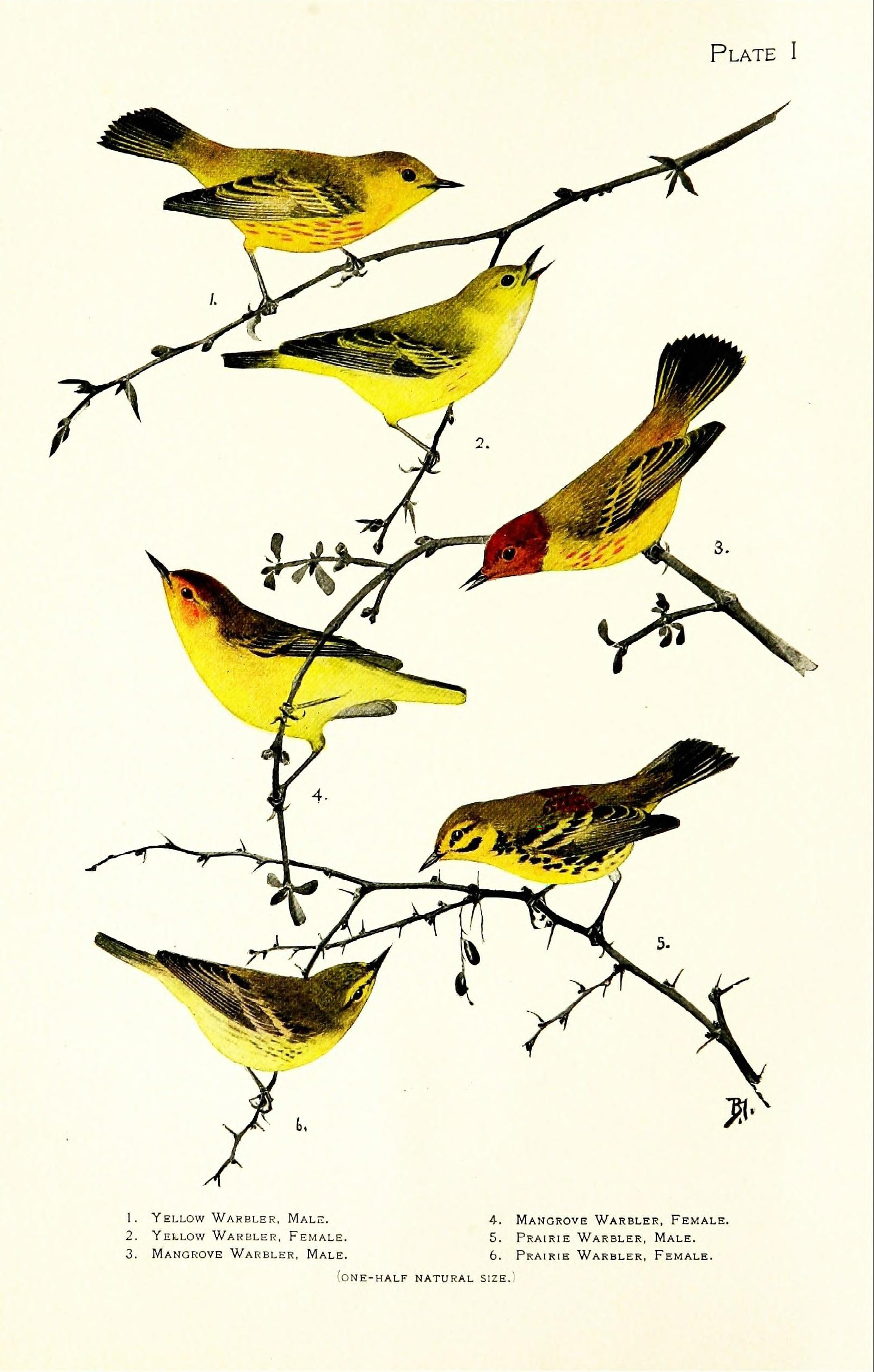
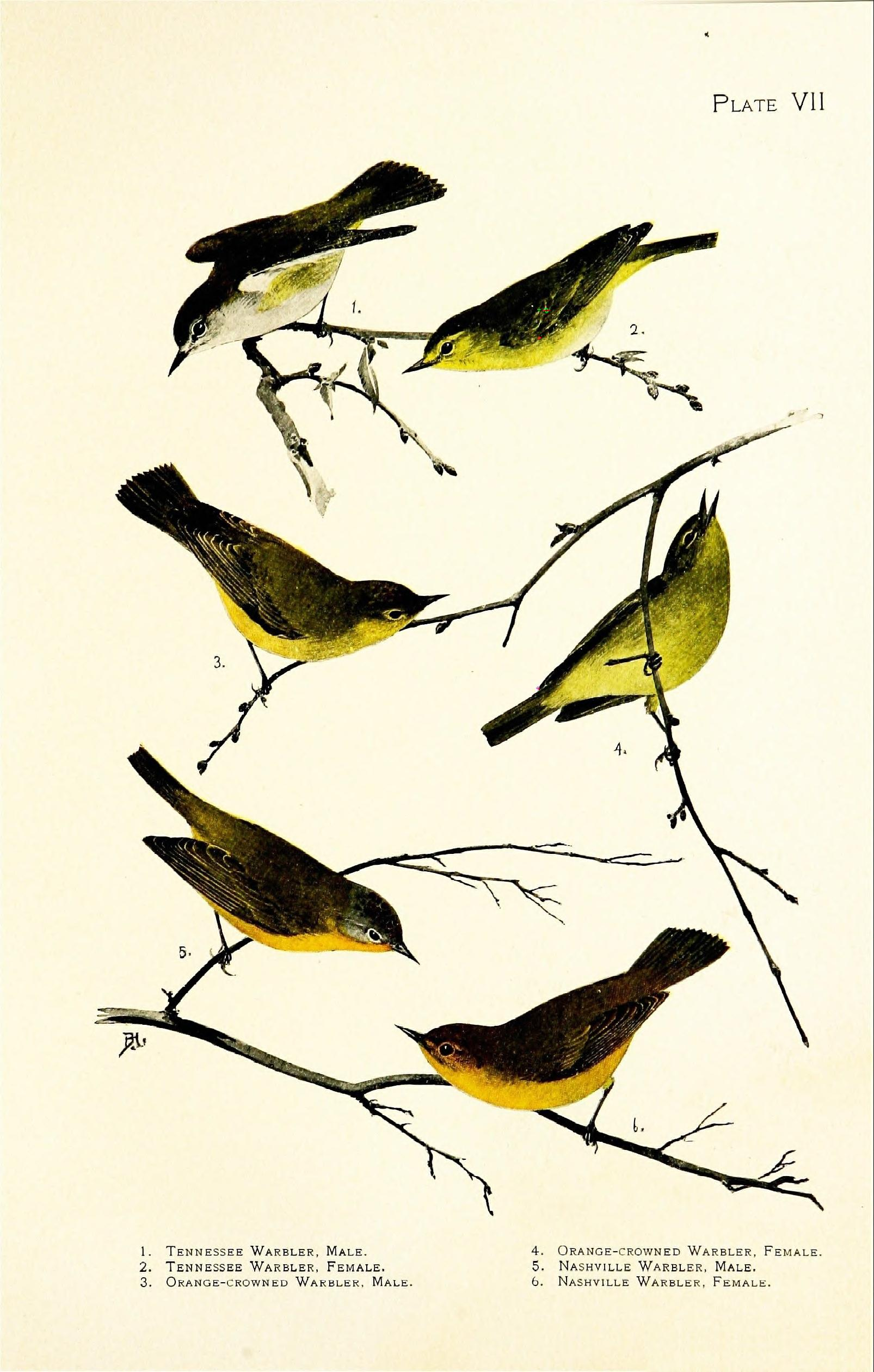
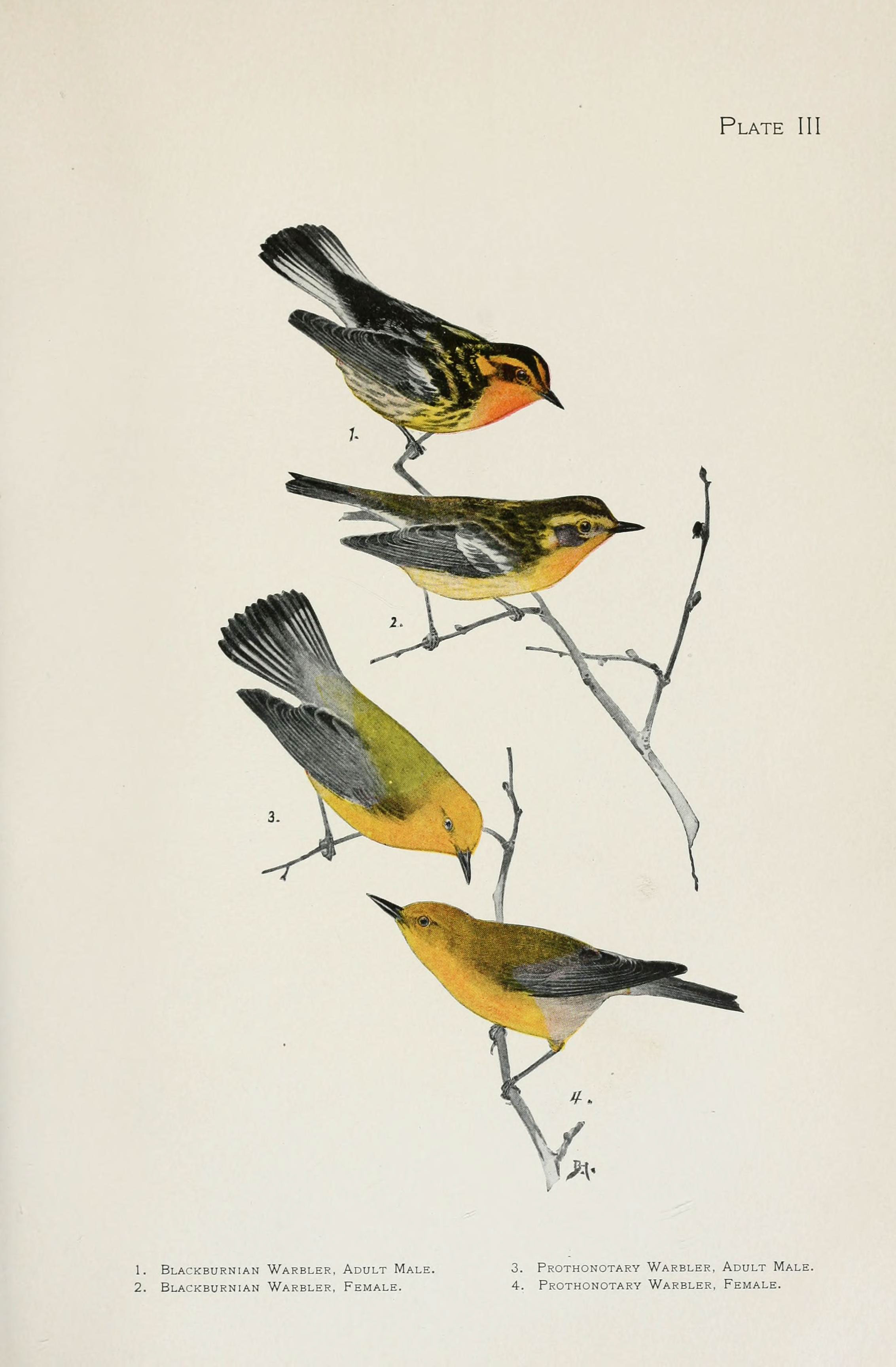
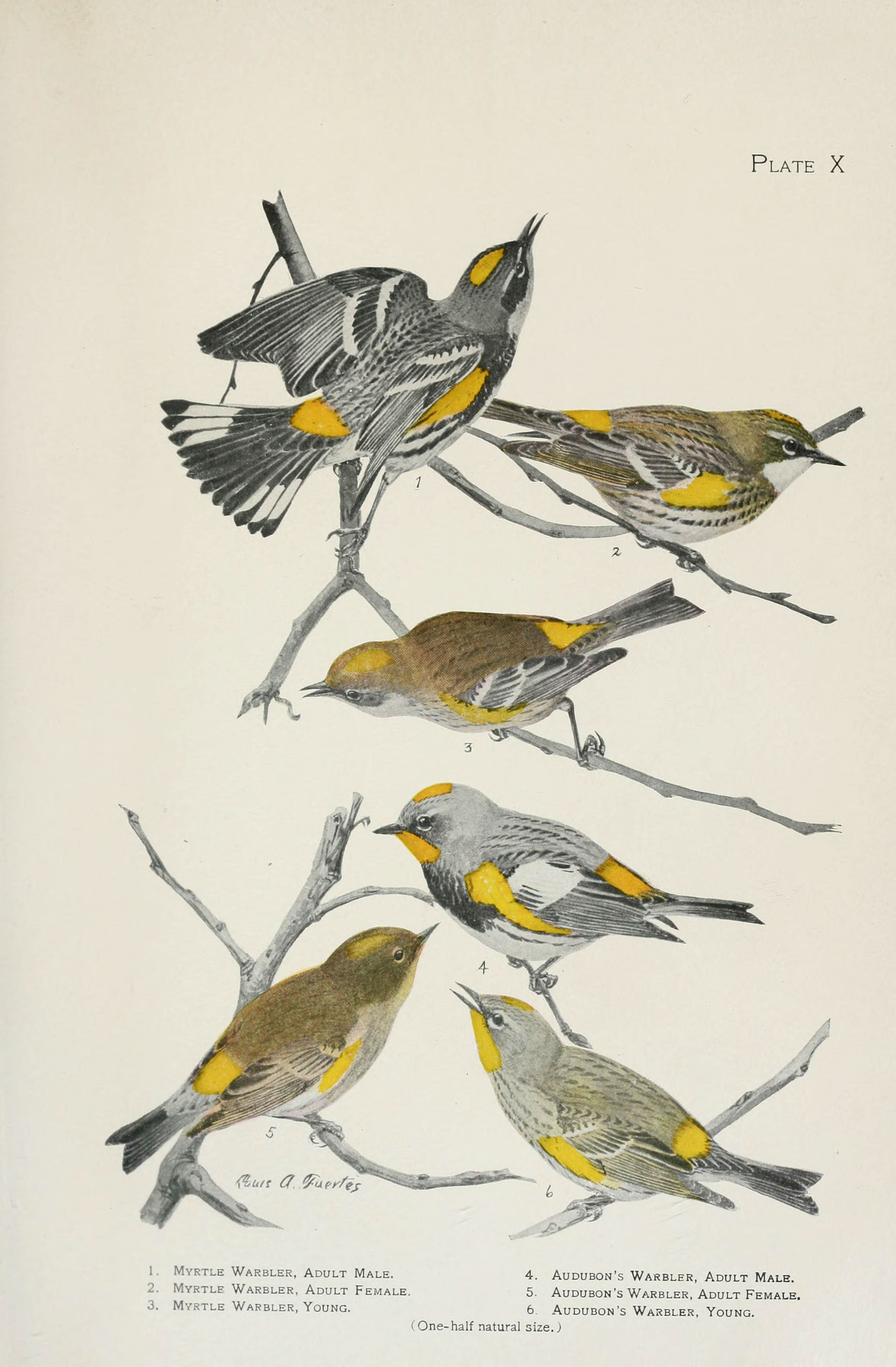

## 著作
- (1894). Visitors' Guide to the Local Collection of Birds in the American Museum of Natural History.
- (1895). Handbook of Birds of Eastern North America.
- (1897). Bird-Life: A Guide to the Study of Our Common Birds.
- (1898). Four-Footed Americans and Their Kin.
- (1899). Descriptions of five apparently new birds from Venezuela. Bull. of the American Museum of Natural History 12 ( 9): 153-156
- (1900). Bird Studies with a Camera.
- (1901). The Revision of the Genus Capromys.
- (1903). Color Key to North American Birds
- (1903). The Economic Value of Birds to the State.
- (1907). Warblers of North America.
- (1908). Camps and Cruises of an Ornithologist.
- (1910). The Birds of the Vicinity of New York City: A guide to the Local Collection.
- (1915). The Travels of Birds.
- (1917). The Distribution of Bird-life in Colombia.
- (1919). Our Winter Birds.
- (1921). The Habit Groups of North American Birds.
- (1921). The Distribution of Bird Life in the Urubamba Valley of Peru. A report of the birds collected by the Yale University - National Geographic Society's expedition.
- (1926). The Distribution of Bird-life in Ecuador.
- (1929). My Tropical Air Castle.
- (1931). The Upper Zonal Bird-Life of Mts Roraima and Duida.
- (1933). The Autobiography of a Bird-Lover.
- (1934). What Bird is That?.
- (1938). Life in an Air Castle: Nature Studies in the Tropics.